# Sezon 2014/2015 w unihokeju
Sezon 2014/2015 w unihokeju to zestawienie rozgrywek reprezentacyjnych oraz klubowych w tej dyscyplinie sportu. W haśle zostały podane podia zawodów mistrzowskich, ligowych, pucharowych oraz turniejów towarzyskich.

## Rozgrywki reprezentacyjne

### Mistrzostwa Świata
| Zawody                      | Miejsce     | Data                      | Złoto     | Srebro     | Brąz       | Źródło |
| Mistrzostwa Świata Kobiet   | Tampere     | 4 - 12 grudnia 2015       | Szwecja   | Finlandia  | Szwajcaria | [ 1 ]  |
| Mistrzostwa Świata Juniorów | Helsingborg | 29 kwietnia - 3 maja 2015 | Finlandia | Szwajcaria | Czechy     | [ 2 ]  |

### Mężczyźni
| Zawody                         | Miejsce   | Data                  | Triumfator | Źródło |
| Denmark Open                   | Harlev    | 6 - 8 listopada 2015  | Dania      | [ 3 ]  |
| Euro Floorball Tour - Listopad | Brno      | 6 - 8 listopada 2015  | Szwecja    | [ 4 ]  |
| Euro Floorball Tour - Kwiecień | Sandviken | 24 - 26 kwietnia 2015 | Finlandia  | [ 5 ]  |

### Kobiety
| Zawody                         | Miejsce  | Data                  | Triumfator | Źródło |
| Euro Floorball Tour - Listopad | Brno     | 6 - 8 listopada 2015  | Szwecja    | [ 6 ]  |
| Denmark Open                   | Harlev   | 6 - 8 listopada 2015  | Niemcy     | [ 3 ]  |
| Polish Open                    | Babimost | 11 - 13 września 2015 | Niemcy     | [ 7 ]  |
| Euro Floorball Tour - Kwiecień | Wil      | 24 - 26 kwietnia 2015 | Czechy     | [ 8 ]  |

## Europejskie puchary

### Mężczyźni
| Rozgrywki            | Miejsce        | Data                     | Triumfator           | Finalista        | Źródło |
| Puchar Mistrzów      | Mlada Boleslav | 2 - 4 października 2015  | IBF Falun            | SV Wiler-Ersigen | [ 9 ]  |
| Puchar EuroFloorball | Kieś           | 6 – 10 października 2015 | Greåker IBK          | Lekrings         | [ 10 ] |
| Czech Open           | Praga          | 13 - 16 sierpnia 2015    | Pixbo Wallenstam IBK | Floorball Köniz  | [ 11 ] |

### Kobiety
| Rozgrywki            | Miejsce        | Data                     | Triumfator   | Finalista            | Źródło |
| Puchar Mistrzów      | Mlada Boleslav | 2 - 4 października 2015  | KAIS Mora IF | Classic              |        |
| Puchar EuroFloorball | Kieś           | 6 – 10 października 2015 | Nauka MP     | Rubene               |        |
| Czech Open           | Praga          | 13 - 16 sierpnia 2015    | SB Pro       | Pixbo Wallenstam IBK |        |

## Rozgrywki klubowe mężczyzn - pierwszy poziom

### Mężczyźni
| Rozgrywki      | Trofeum | Data | Triumfator                       | Finalista             | Źródło |
| Superliga      |         |      | IBF Falun                        | Linköping IBK         |        |
| Salibandyliiga |         |      | SPV                              | Hapee                 |        |
| Nationalliga A |         |      | SV Wiler-Ersigen                 | UHC Alligator Malans  |        |
| Ekstraliga     |         |      | Tatran Omlux Střešovice          | Technology Florbal MB |        |
| Bundesliga     |         |      | UHC Weißenfels                   | MFBC Löwen Leipzig    |        |
| Ekstraliga     |         |      | FBC Grasshoppers AC UNIZA Žilina | ATU Košice            |        |

## Rozgrywki klubowe kobiet - pierwszy poziom

### Kobiety
| Rozgrywki      | Trofeum | Data | Triumfator            | Finalista               | Źródło |
| Superliga      |         |      | KAIS Mora IF          | Rönnby Västerås IBK     |        |
| Salibandyliiga |         |      | Classic (unihokej)    | SB-Pro                  |        |
| Nationalliga A |         |      | Piranha Chur          | UHC Dietlikon           |        |
| Ekstraliga     |         |      | TJ JM FAT PIPE Chodov | Herbadent SJM Praha 11  |        |
| Bundesliga     |         |      | MFBC Wikinger Grimma  | UHC Weißenfels          |        |
| Ekstraliga     |         |      | FBK Tvrdošín          | ŠK Slávia SPU DFA Nitra |        |

## Polskie rozgrywki klubowe

### Mężczyźni
| Rozgrywki       | Trofeum | Data                    | Triumfator           | Finalista            | Źródło |
| Ekstraliga      |         | 27.09.2014 - 16.05.2015 | KS Górale Nowy Targ  | MUKS Zielonka        | [ 12 ] |
| 1 liga          |         | 27.09.2014 - 19.04.2015 | UKS Fenomen Babimost | UKS Ósemka Wejherowo | [ 13 ] |
| Juniorzy Starsi |         | 05.10.2014 - 24.05.2015 | UKS Wiatr Ludźmierz  | UKS Fenomen Babimost | [ 14 ] |

### Kobiety
| Rozgrywki        | Trofeum | Data                    | Triumfator             | Finalista                  | Źródło |
| Ekstraliga       |         | 20.09.2014 - 16.05.2015 | MMKS Podhale Nowy Targ | MLUKS "Jedynka" Trzebiatów | [ 15 ] |
| Juniorki Starsze |         | 28.09.2014 - 26.03.2015 | PUKS Trzebinia         | MLUKS "Jedynka" Trzebiatów | [ 16 ] |